# Angelo Ragazzi
Angelo Ragazzi (Napoli, 1680 – Vienna, 12 ottobre 1750) è stato un compositore e violinista italiano.
Ragazzi fu uno dei principali compositori napoletani di musica strumentale del XVIII secolo. Nel suo stile compositivo si trova l'influenza dei concerti per violino di Antonio Vivaldi, ma anche elementi del suo maestro viennese Johann Joseph Fux.

## Biografia
Angelo Ragazzi fu un musicista precoce e di talento, allievo di Gian Carlo Cailò presso il Conservatorio di Santa Maria di Loreto a Napoli. Già nel 1704 fu accolto nell'organico della Cappella reale di Napoli e tre anni dopo si trasferì a Barcellona, sempre come musicista della Cappella reale. La svolta importante della sua vita avvenne nel 1713, quando venne chiamato a far parte, come violino solista, della Cappella imperiale di Vienna, dove divenne ben presto musicista "di camera" di Carlo VI d'Asburgo.
Rientrato a Napoli nel 1722 riprese a suonare nella Cappella reale, anche se solo dopo la morte di Pietro Marchitelli ottenne un posto stabile. L'avvento del Re Carlo di Borbone nel 1734 lo convinse a tornarsene a Vienna, presso l'orchestra di corte degli Asburgo, nonostante la salute malferma gli imponesse di soggiornare in climi temperati. Visse comunque 70 anni e morì a Vienna nel 1750 durante il regno di Francesco I.
Compose diversi concerti e numerose sonate per violino, dei quali le stampe e i manoscritti si trovano presso il Conservatorio di Napoli.

## Opere
- 2 messe (composte a Vienna nel 1736 e 1737)
- Messa a otto voci, con accompagnamento strumentale (Vienna, 1739)
- Canone per 4 voci
- Canone "Inveni hominem" per 5 voci
- 2 concerti per violino, violetta e basso continuo (1728)
- 12 sonate a quattro Op.1 per 2 violini, viola e basso continuo (Roma 1736)
- Concerto grosso a tre per oboe, viola e basso continuo
- Sinfonia a 2 per 2 violini e basso continuo
- Fantasia a violino solo
- 2 sonate in trio